# Glándula sudorípara ecrina
Las glándulas sudoríparas ecrinas (de ekkrinein "secretar"; a veces denominadas glándulas merocrinas) son las glándulas sudoríparas más grandes del cuerpo humano, se encuentran en prácticamente toda la piel, con la mayor densidad en la palma de la mano y las plantas de los pies, luego en la cabeza, pero mucho menos en el torso y las extremidades. En otros mamíferos, son relativamente escasas y se encuentran principalmente en áreas sin pelo como las almohadillas de las patas. Alcanzan su punto máximo de desarrollo en los seres humanos, donde pueden llegar a haber entre 200 y 400/cm² de superficie de la piel. Producen una sustancia transparente e inodora, sudor, que consiste principalmente en agua. Están presentes desde el nacimiento. Su parte secretora se encuentra en el interior de la dermis.
Las glándulas ecrinas están compuestas por un conducto espiral intraepidérmico, el "acrosiringo"; un conducto dérmico, que consta de una porción recta y enrollada; y un túbulo secretor, enrollado profundamente en la dermis o hipodermis. La glándula ecrina se abre a través del poro del sudor. La porción enrollada está formada por dos capas concéntricas de células epiteliales columnares o cuboidales. Las células epiteliales están interpuestas por las células mioepiteliales. Las células mioepiteliales sostienen las células epiteliales secretoras. El conducto de la glándula ecrina está formado por dos capas de células epiteliales cuboidales.
Las glándulas ecrinas participan en la termorregulación al proporcionar enfriamiento a partir de la evaporación del agua del sudor secretado por las glándulas en la superficie del cuerpo y la sudoración inducida emocionalmente (ansiedad, miedo, estrés y dolor). El sedimento blanco en las secreciones ecrinas por lo demás incoloras es causado por la evaporación que aumenta la concentración de sales.
El olor del sudor se debe a la actividad bacteriana en las secreciones de las glándulas sudoríparas apocrinas, un tipo de glándula sudorípara claramente diferente que se encuentra en la piel humana.
Las glándulas ecrinas están inervadas por el sistema nervioso simpático, principalmente por fibras colinérgicas cuya descarga se ve alterada principalmente por cambios en la temperatura corporal profunda (temperatura central), pero por también por fibras adrenérgicas. Las glándulas de las palmas de las manos y las plantas de los pies no responden a la temperatura, pero segregan en momentos de estrés emocional.

## Secreción
La secreción de glándulas ecrinas es una solución electrolítica diluida y estéril con componentes primarios de bicarbonato, potasio y cloruro de sodio (NaCl), y otros componentes menores como glucosa, piruvato, lactato, citocinas, inmunoglobulinas, péptidos antimicrobianos (p. ej., dermcidin) y muchos otros.
En relación con el plasma y el líquido extracelular, la concentración de iones Na+ es mucho menor en el sudor (~ 40 mM en el sudor versus ~ 150 mM en el plasma y el líquido extracelular). Inicialmente, dentro de las glándulas ecrinas, el sudor tiene una alta concentración de iones Na+. Los iones Na+ son reabsorbidos en el tejido a través de los canales de sodio epiteliales (ENaC) que se encuentran en la membrana apical de las células que forman los conductos de las glándulas ecrinas. Esta recaptación de iones de Na+ reduce la pérdida de Na+ durante el proceso de transpiración. Los pacientes con síndrome de pseudohipoaldosteronismo sistémico que poseen mutaciones en los genes de la subunidad ENaC tienen sudor salado ya que no pueden reabsorber la sal en el sudor. En estos pacientes, las concentraciones de iones de Na+ pueden aumentar considerablemente (hasta 180 mmol / L).

En las personas que tienen hiperhidrosis, las glándulas sudoríparas (en particular las glándulas ecrinas) reaccionan de forma exagerada a los estímulos y, en general, son hiperactivas, produciendo más sudor de lo normal. Del mismo modo, los pacientes con fibrosis quística también producen sudor salado. Pero en estos casos, el problema está en el transportador de cloruro CFTR que también se encuentra en la membrana apical de los conductos de las glándulas ecrinas.
La dermicidina es un péptido antimicrobiano producido por las glándulas sudoríparas ecrinas.